# Theba geminata
Theba geminata is een slakkensoort uit de familie van de Helicidae. De wetenschappelijke naam van de soort is voor het eerst geldig gepubliceerd in 1857 door Mousson.
Het is een endemische soort van de oostelijke Canarische eilanden.
Voedsel van de slak is onder meer de struik "kameeldoorn", Launaea arborescens, waarvan door de slak de bast wordt afgeschraapt.

De variëteit in de schelpen van landslakken van de soort Theba geminata. Het zijn zeven schelpen met een doorsnede van 1,7 tot 2,0 centimeter die gevonden zijn in Antigua op het eiland Fuerteventura van de Canarische Eilanden.